# Рединг 120
Рединг 120 (англ. The Reading 120) — шоссейная однодневная велогонка, с 1999 по 2016 год проводившаяся в американском городе Саудертон, штат Пенсильвания. С 2005 года входила в календарь UCI America Tour под категорией 1.2. 
Выпуск 2009 года был проведен в формате многодневки, состоящей из двух этапов: командной гонки и классического.

## Призёры
| Год                  | Победитель        | Второй           | Третий                   |
| -------------------- | ----------------- | ---------------- | ------------------------ |
| Univest Grand Prix   |                   |                  |                          |
| 1999                 | Александр Лавалле | Том Бонен        | Джо Папп                 |
| 2000                 | Барт Де Вале      | Стефан Ору       | Кеннет Меркен            |
| 2001не проводилась   |                   |                  |                          |
| 2002                 | Тодд Херриотт     | Кэмерон Хьюз     | Питер Кнудсен            |
| 2003                 | Тед Хуан          | Кевин Бушар-Холл | Мэттью Сватек            |
| 2004                 | Стефан Бонсежро   | Паскаль Ливенс   | Кевин Мане               |
| 2005                 | Мелито Эредиа     | Амос Брамбл      | Кшиштоф Мермер           |
| 2006                 | Шон Милн          | Фаусто Эспарза   | Шон Салливан             |
| 2007                 | Уильям Фрисчкорн  | Райан Рот        | Джон Фреди Парра         |
| 2008                 | Лукас Юзер        | Фредрик Эрикссон | Джонатан Патрик МакКарти |
| 2009                 | Владимир Старчик  | Филипп Мамос     | Патрик Стенберг          |
| 2010                 | Йонас Альстранд   | Микаэль Олссон   | Алекс Канделарио         |
| 2011                 | Райан Рот         | Фрэнк Пипп       | Том Зирбел               |
| 2012                 | Патрик Бевин      | Логан Хатчингс   | Роб Бриттон              |
| Bucks County Classic |                   |                  |                          |
| 2013                 | Кил Райнен        | Джозеф Льюис     | Мэтт Кук                 |
| 2014                 | Захари Белл       | Стивен Лис       | Джесси Энтони            |
| The Reading 120      |                   |                  |                          |
| 2015                 | Даниэль Саммерхил | Том Скуйиньш     | Кристофер Джонс          |
| 2016                 | Оскар Кларк       | Эрик Маркотт     | Анджс Флаксис            |